# Cravity
Cravity (кор. 크래비티; ром: Keuraebiti; стилизуется как CRAVITY, читается как Крэвити) — южнокорейский бойбенд, сформированный в 2020 году компанией Starship Entertainment, состоит из девяти участников: Сэрим, Аллен, Чонмо, Убин, Вонджин, Минхи, Хёнджун, Тхэён и Сонмин. Группа дебютировала 14 апреля 2020 года с мини-альбомом Season 1. Hideout: Remember Who We Are.
Группа была названа «Супер Новички» в 2020 году, которые стали мировыми артистами, привлекшими внимание фанатов по всему миру. Они стали первыми артистами-новичками 2020 года, дебютировавшими в Billboard K-pop Hot 100, и получили множество наград, в том числе «Новый артист года» на 12-й премии Melon Music Awards, «Лучший из следующих» на Mnet Asian Music Awards и «Премия новичка» на 4-й премии Soribada Awards.

## Название
Их название расшифровывается как «Центр Гравитации» и сочетает в себе слова «Творчество» и «Гравитация», чтобы привести вас в свою вселенную с уникальным очарованием.

## Карьера

### Пре-дебют
До дебюта группы Чонмо, Вонджин, Минхи и Хёнджун участвовали в шоу на выживание Produce X 101 в 2019 году, представляя Starship Entertainment вместе с Мун Хенбином. В финале Чонмо и Вонджин заняли 12 и 19 места (без учета позиции "X"), пропустив отсечение для дебютного состава шоу. Минхи и Хенджун заняли 10-е и 4-е места, и они попали в состав  группы X1. Они продвигались вместе с группой до их расформирования 6 января 2020 года.
13 февраля 2020 года Starship Entertainment объявили, что в первой половине года они дебютируют с новой мужской группой, в которую войдут Кан Минхи и Сон Хёнджун. 15 марта Starship открыли официальные аккаунты группы в SNS и раскрыли название Cravity.

### 2020: Дебют сSeason 1. Hideout: Remember Who We AreиSeason 2. Hideout: The New Day We Step Into
Группа дебютировала с первым мини-альбомом Season 1. Hideout: Remember Who We Are 14 апреля 2020 года, который дебютировал и занял первое место в альбомном чарте Gaon. Было продано более 100 000 копий альбома, что сделало самыми продаваемыми южнокорейскими исполнителями-новичками в 2020 году по состоянию на август 2020 года.
Группа вошла и достигла пика в чарте Billboard Social 50 под номером 12. Они являются пятой по скорости южнокорейской группой, которая вошла в Social 50, а также единственными южнокорейскими артистами-новичками, попавшими в чарт Billboard Social 50 в 2020 году на момент их дебюта.
17 июня Cravity выпустили клип на трек из альбома, «Cloud 9». Впоследствии они начали продвижение этого трека на музыкальных шоу.
5 августа группа объявила о своём первом камбэке 24 августа со вторым мини-альбомом Hideout: The New Day We Step Into - Season2. с заглавным треком «Flame». Альбом включает тексты треков, написанные участниками Серимом и Алленом. 
13 августа на церемонии вручения премии Soribada Awards Cravity получили награду «Новый артист», свою первую награду с момента дебюта. 24 августа группа выпустила второй мини-альбом. Альбом возглавил альбомный чарт Japanese Tower Records и занял первое место в семи регионах iTunes.
1 сентября CRAVITY одержали первую победу на музыкальном шоу The Show на канале SBS MTV с треком «Flame», также трек дебютировал под номером 97 в чарте Billboard Korea K-pop Hot 100, 26 сентября.
9 октября группа провела эксклюзивную встречу с фанатами CRAVITY COLLECTION: C-EXPRESS, на которой они поприветствовали своих фанатов в 126 регионах. Фанмитинг был организован на тему «парка развлечений», чтобы группа могла ярко поприветствовать своих фанатов.
21 октября CRAVITY выпустили клип на трек из их второго мини-альбома «Ohh Ahh». Впоследствии они начали промоушен трека.

### 2021:Season 3. Hideout: Be Our VoiceиThe Awakening: Written in the Stars
19 января 2021 года группа вернулась с третьим мини-альбомом Hideout: Be Our Voice - Season3. и заглавным треком «My Turn». Позже они начали продвигать свой титульный трек вместе со своим би-сайд треком «Mammoth» на музыкальных шоу. 2 марта было объявлено, что 11 марта Cravity выпустят клип на би-сайд  трек «Bad Habits». Они начали продвигать трек на музыкальных шоу после выхода клипа.
19 августа Cravity выпустили первую часть первого студийного альбома The Awakening: Written in the Stars, с заглавным треком «Gas Pedal». Они начали продвигать свой заглавный трек вместе со своим вторым треком «Veni Vidi Vici» на музыкальных шоу. В течение первой недели после его выпуска было продано более 100 000 копий, что сделало его первым альбомом Cravity, достигшей этой отметки, и первой, которая получила сертификацию Hanteo. 27 сентября было объявлено, что Cravity выпустит специальное видео для своего би-сайда «Veni Vidi Vici» 7 октября. После его выпуска группа начала продвижение на музыкальных шоу с этой песней.
20-21 ноября Cravity провели двухдневную фан-встречу «CRAVITY COLLECTION: C-DELIVERY», отметив свое первое выступление за год с момента их сольного выступления в октябре 2020 года. 15 декабря группа объявляет о запуске кукол-персонажей Cravity, которые скоро будут выпущены, где каждый участник лично участвовал в разработке дизайна. Персонажи были впервые показаны на фан-встрече группы «CRAVITY COLLECTION: C-DELIVERY», состоявшейся в ноябре.

### 2022—н.в:Liberty: In Our Cosmos
26 января было объявлено, что Cravity вернутся со второй частью своего первого студийного альбома Liberty: In Our Cosmos, с заглавным треком  «Adrenaline» 22 февраля. 4 февраля группа объявила на своем аккаунте в SNS, что они были выбраны в качестве специального ди-джея для KBS Cool FM  «STATION Z.» Группа будет разделена на подразделения, а не действовать как единое целое, и будет общаться со слушателями станции каждую субботу в течение всего февраля.
12 февраля было объявлено, что у 7 из 9 участников был положительный результат на COVID-19 (позже обновлено 8 из 9 участников 16 февраля и всех 9 20 февраля), и в результате их возвращение было отложено.
28 февраля было объявлено, что их возвращение будет перенесено на 22 марта. С выпуском своего нового рекламного графика они также объявили, что проведут свой первый набор сольных концертов в Olympic Hall в Олимпийском парке Сеула 2 и 3 апреля.
22 марта Cravity выпустили вторую часть своего первого студийного альбома. Впоследствии группа начала промоушен своего заглавного трека  «Adrenaline» на Mnet M Countdown.

## Другая деятельность
В октябре Cravity были выбраны моделями косметического бренда BLACKROUGE. Страсть группы, мощная энергия, здоровье и жизненная сила как новой мужской айдол-группы хорошо сочетаются с живым имиджем BLACKROUGE, что привело к их выбору в качестве моделей косметического бренда. Группа будет продвигать продукт не только в Корее, но и в Китае и других странах Юго-Восточной Азии. 

### Послы
Группа была выбрана послами туризма на K-pop Star Street в Кванджу. Группа будет проводить многочисленные мероприятия, которые будут публично продвигать туристические направления города в течение года.

## Участники
| Сценический псевдоним | Настоящее имя              | Дата рождения | Позиция в группе                            |
| --------------------- | -------------------------- | ------------- | ------------------------------------------- |
| Сэрим                 | Пак Сэ Рим (кор. 박세림)   | 03.03.1999    | Лидер, главный рэпер, ведущий танцор        |
| Аллен                 | Ма Аллен (кор. 앨런)       | 26.04.1999    | Главный танцор, ведущий рэпер               |
| Чонмо                 | Гу Чон Мо (кор. 구정모)    | 05.02.2000    | Ведущий вокалист, вижуал                    |
| Убин                  | Со У Бин (кор. 서우빈)     | 15.10.2000    | Главный вокалист, Ведущий танцор, саб-рэпер |
| Вонджин               | Хам Вон Джин (кор. 함원진) | 22.03.2001    | Ведущий вокалист, ведущий танцор            |
| Минхи                 | Кан Мин Хи (кор. 강민희)   | 17.09.2002    | Ведущий вокалист, вижуал                    |
| Хёнджун               | Сон Хён Джун (кор. 송형준) | 30.11.2002    | Главный танцор, вокалист                    |
| Тхэён                 | Ким Тхэ Ён (кор. 김태영)   | 27.01.2003    | Ведущий танцор, вокалист                    |
| Сонмин                | Ан Сон Мин (кор. 안성민)   | 01.08.2003    | Ведущий вокалист, танцор, макнэ             |

## Дискография

### Студийные альбомы
- The Awakening: Written in the Stars (2021)
- Liberty: In Our Cosmos (2022)

### Мини-альбомы
- Hideout: Remember Who We Are - Season1. (2020)
- Hideout: The New Day We Step Into - Season2. (2020)
- Hideout: Be Our Voice - Season3. (2021)
- New Wave (2022)

## Фильмография

### Реалити-шоу
- Cravity Park (2020–2021, V Live, YouTube)[32]

## Концерты и туры

### Концерты
- CRAVITY THE 1ST CONCERT [CENTER OF GRAVITY] (2-3 апреля 2022)

### Фан-митинги
- CRAVITY 2ND FANMEETING [CRAVITY COLLECTION: C-DELIVERY]	(20–21 ноября 2021)

### Онлайн фан-митинги
- CRAVITY COLLECTION : C-EXPRESS (9 октября 2020)
- Sunday CRAVITY (6 июня 2021)